# Gabelou

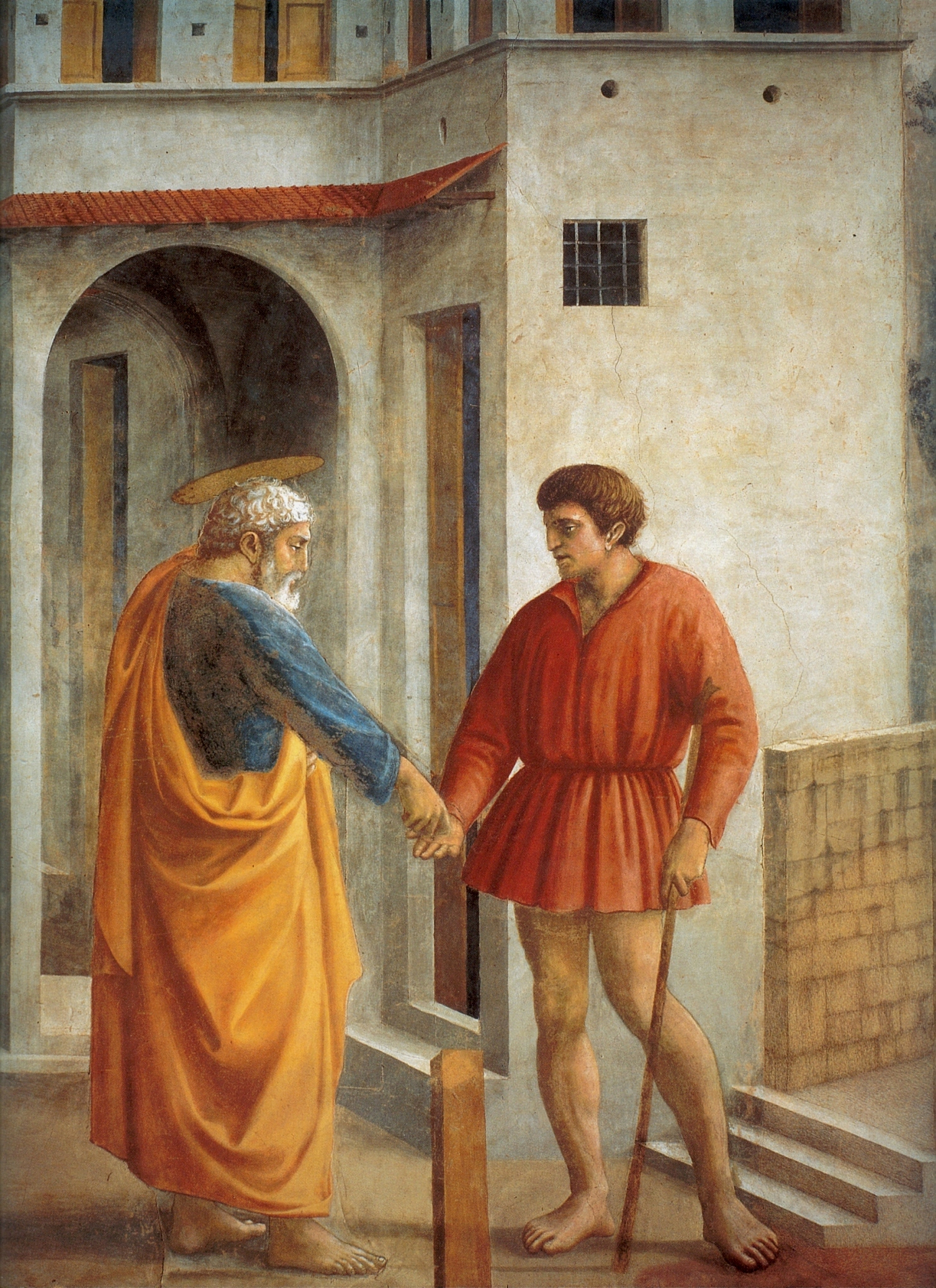
Détail d'une fresque de Masaccio dépeignant un gabelou.

Le gabelou est un synonyme de douanier. Sous l'Ancien Régime, il s'agissait du douanier qui était chargé de collecter l'impôt sur le sel, la « gabelle ». Aujourd'hui encore ce terme est utilisé pour désigner les douaniers.